# نوگربه‌ها
نوگربه‌ها (نام علمی: Neofelis) نام یک سرده از زیرخانواده پلنگیان است.